# Савинцы (Киевская область)
Са́винцы (укр. Савинці) — село, входит в Ракитнянский район Киевской области Украины.
Население по переписи 2001 года составляло 1062 человека. Почтовый индекс — 09610. Телефонный код — 4562. Занимает площадь 24 км². Код КОАТУУ — 3223785501.

## Местный совет
09610, Київська обл., Рокитнянський р-н, с. Савинці, вул. Леніна, 5

## История
Село Савинцы было в составе Рокитянской волости Васильковского уезда Киевской губернии. В селе была Михайловская церковь.

## Известные уроженцы
- Сухецкий, Пётр Петрович (1937—2005) — Герой Социалистического Труда.